# Re:스테이지!
〈Re:스테이지!〉(Re:STAGE!, 일본어: Re:ステージ！)는 일본의 미디어 회사 포니 캐년과 만화·애니메이션 잡지 《콤프틱》(コンプティーク)이 주관하는 가상 아이돌을 소재로 한 미디어 믹스 프로젝트다. 2015년 7월 10일 잡지 《콤프틱》 8월호부터 2016년 3월호까지의 소설 연재를 통해 시작되어 2017년 7월 31일 모바일 리듬 게임 〈Re:스테이지! 프리즘 스텝〉(Re:ステージ！プリズムステップ)이 출시되었고, 2018년 7월 1일 애니메이션화가 발표되었다.
TV 애니메이션화는 〈Re:스테이지! 드림 데이즈♪〉(Re:ステージ！ドリームデイズ♪)란 타이틀로 2019년 7월부터 9월까지 방영되었다.